# Castell d'Orriols
Castell d'Orriols és un castell del municipi de Bàscara (Alt Empordà) declarat bé cultural d'interès nacional.

## Descripció

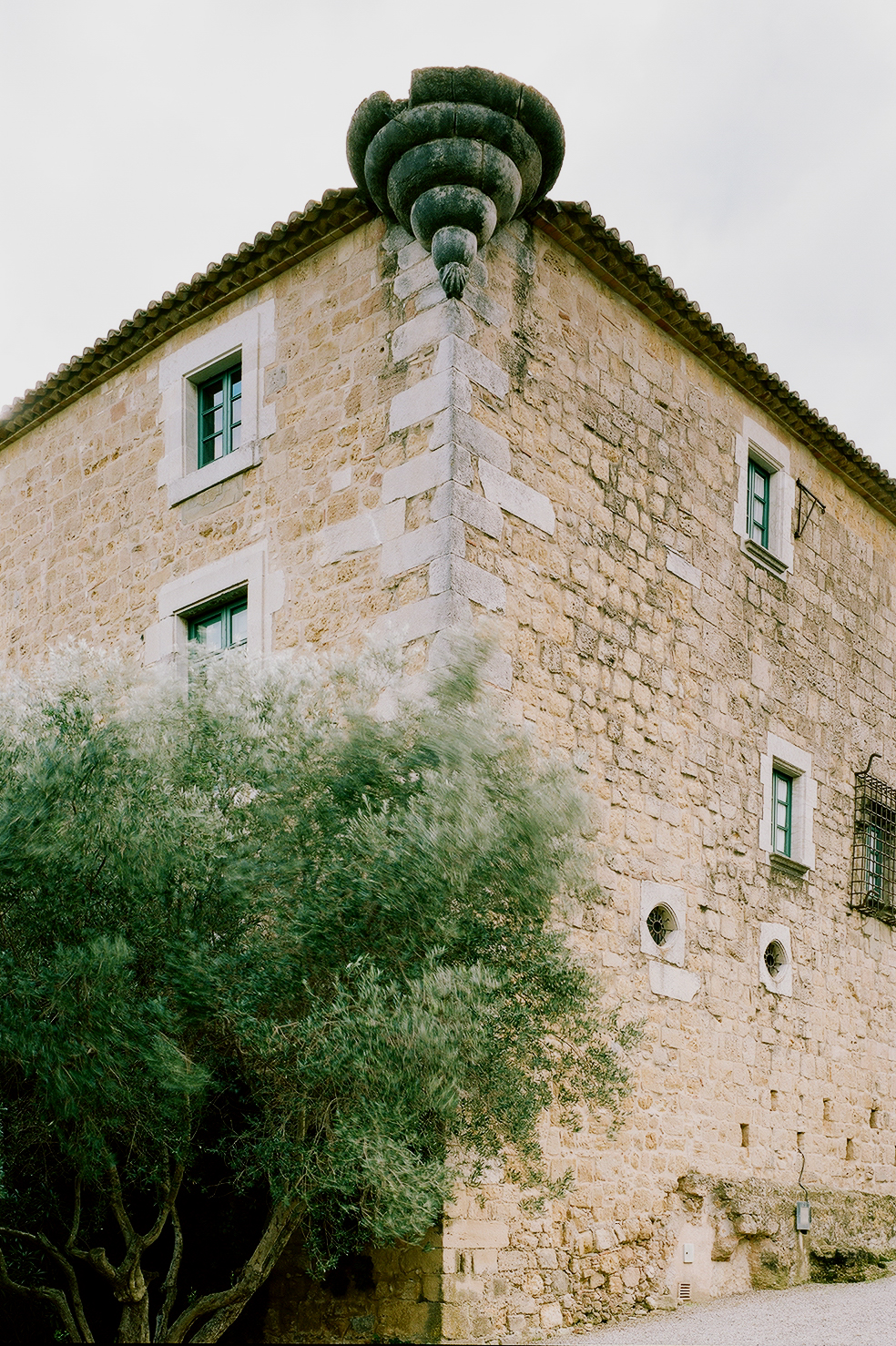
Garita del Castell-Palau d'Orriols

Situat en una zona enlairada del nucli urbà del poble d'Orriols, ubicat al sud del terme de Bàscara al qual pertany.
Edifici de grans dimensions i de planta rectangular, amb un pati central i la coberta de teula a dues vessants. Està distribuït en planta baixa, pis i golfes. La façana principal, orientada a ponent, presenta un gran portal d'accés de mig punt, bastit amb grans dovelles i descentrat respecte al parament. Al seu costat hi ha una espitllera allargada. Al pis destaquen quatre finestres rectangulars emmarcades amb carreus de pedra desbastats i amb els ampits motllurats i sostinguts per mènsules decorades. Damunt la llinda presenten guardapols de la mateixa tipologia que els ampits i estan coronades amb frontons triangulars decorats amb rostres esculpits en relleu. Destaca la finestra situada a l'extrem nord-oest de la façana, d'obertura rectangular i emmarcada amb carreus de pissarra. Sembla que aquesta part del parament era en origen una torre exempta de planta quadrangular, posteriorment integrada a l'edifici modern. Les finestres de les golfes també presenten el mateix emmarcament de carreus de pissarra que l'anterior obertura. A l'extrem sud-oest del parament, a la part superior, es conserva un cossi format per cercles de pedra en degradació, corresponent a una garita desapareguda, que es repeteix a la cantonada nord-est de l'edifici. La resta de façanes presenten les obertures rectangulars, amb els brancals bastits amb carreus de pedra i les llindes planes. Algunes tenen ampits motllurats i d'altres han estat restituïdes. Com a excepció, cal destacar dues obertures ovalades bastides en pedra i situades a la façana nord. A la part superior dels paraments hi ha gàrgoles de pedra decorades.
L'interior de la construcció és força interessant. Totes les estances estan articulades al voltant del pati central, de planta rectangular. Presenta una terrassa al nivell del primer pis formada per una successió d'arcs rebaixats de pedra, sostinguts per unes grans mènsules motllurades, de força volada. Probablement aquesta terrassa havia estat coberta per una galeria d'arcs de mig punt, dels quals sols es conserva l'arrencament d'un d'ells i el capitell on es recolzava. Des del portal principal s'arriba a les escales d'accés als pisos superiors, situades sota d'un gran arc rebaixat adovellat que presenta un escut central gravat. De l'actual menjador, situat a la planta baixa, destaquen les dues arcades d'arc apuntat bastides amb grans carreus de pedra. Una altra estança destacable és la sala gran, presidida per un gran pilar quadrat central bastit amb carreus escairats, que sosté les voltes de punt rodó i d'arc rebaixat que cobreixen l'estança. Presenten llunetes d'obertura rectangular per deixar entrar més llum. A la mateixa planta, el celler està cobert amb una volta de canó bastida amb pedra sense treballar. Als pisos, les estances presenten majoritàriament els sostres restituïts, però conserven diversos paraments bastits amb carreus ben desbastats i disposats en filades perfectament regulars. En una de les habitacions es conserva un festejador.
L'edifici fou ampliat per la banda de llevant afegint-li un cos de planta rectangular, bastit amb maons i utilitzat com a zona de menjador i terrassa.
En general, la construcció és bastida amb carreus de pedra ben desbastats, disposats en filades regulars. A les cantonades hi ha carreus de pedra calcària de tonalitat més blanquinosa que la resta dels paraments.

## Història

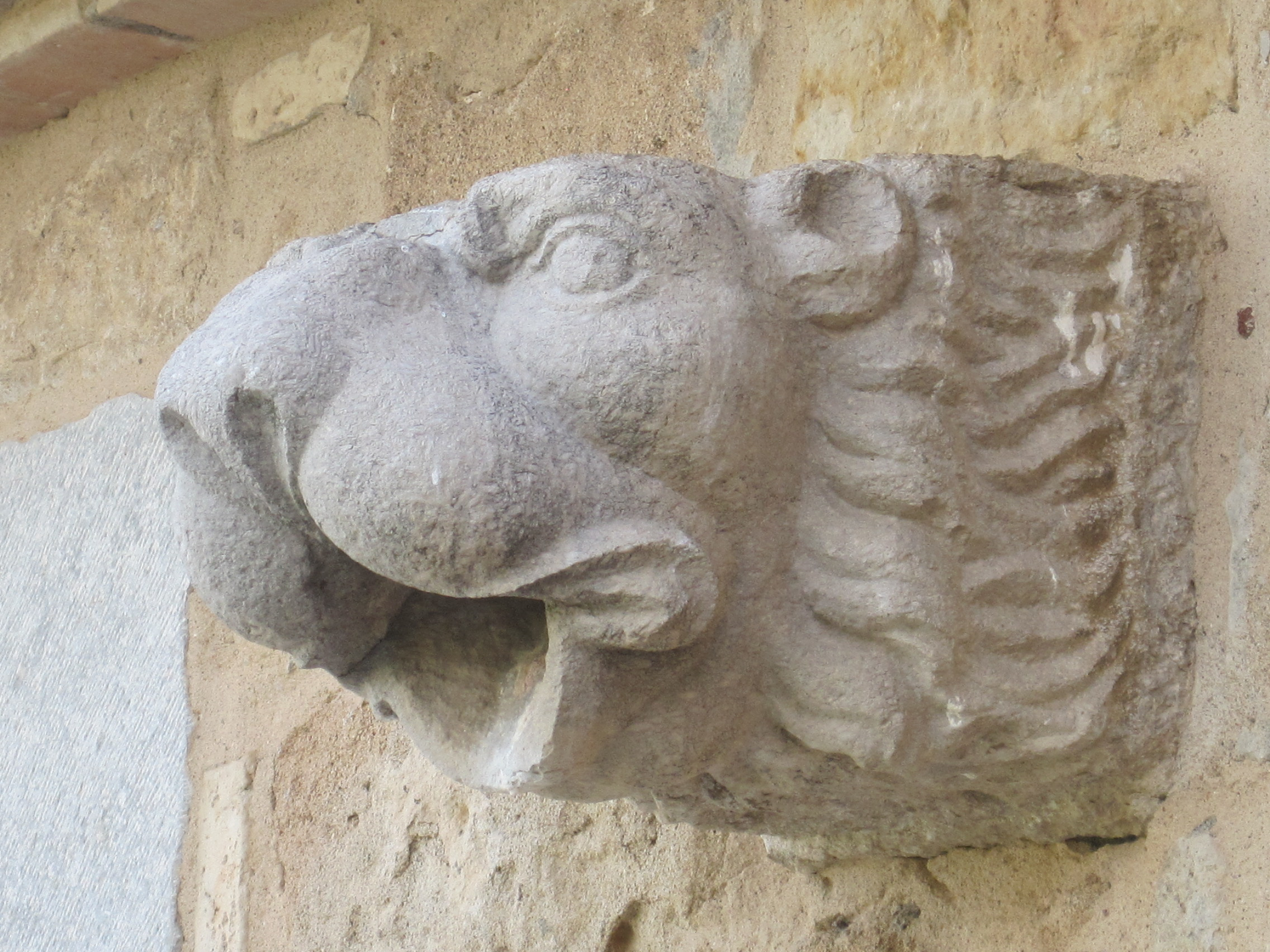
Gàrgola del Castell-Palau d'Orriols

És documentat per primera vegada l'any 1021 quan es parla de Temdar d'Urriols, possiblement senyor del lloc i propietari del castell. Posteriorment, l'any 1242 també se'n té notícia, quan Pere d'Orriols n'és el propietari. A finals d'aquest mateix segle hi ha notícies que la fortalesa es troba en mal estat, potser per l'atac de l'exèrcit de Jaume I el Conqueridor, en la seva campanya contra la noblesa rebel del nord. Hi ha constància que va assetjar i prendre el veí castell de Calabuig. Posteriorment, l'any 1381 Joan I, comte d'Empúries, anà amb les seves tropes contra Bernat Alemany d'Orriols i bombardejà amb projectils de pedra el castell, deixant-lo en molt mal estat.
L'actual palau deu la seva forma a la reconstrucció que tingué lloc als segles XVI-XVIII com a gran casal fortificat, amb dues garites i espitlleres per a armes de foc. Dins d'aquest període es poden distingir dos moments constructius, entre els segles XVI-XVII que es concentra a la façana principal a ponent, i la del segle xviii a la façana de llevant. La darrera utilització del castell varen ser de dues cases agrícoles, la qual cosa fa que al primer pis no hi quedi cap resta dels espais originals.
Aquest edifici és actualment de propietat privada i està preparat per funcionar com a hotel. Amb el seu annex de la casa dels masovers, ha sortit a subhasta.